# Piper ornatum
Il pepe di Celebes (Piper ornatum N.E.Br.) è una pianta appartenente alla famiglia delle Piperacee, endemica dell'isola di Sulawesi (Indonesia).